# Erskine Tate
Erskine Tate (* 19. Dezember 1895 in Memphis, Tennessee; † 17. Dezember 1978 in Chicago) war ein US-amerikanischer Jazz-Big-Band-Leader und Violinist des Swing.
Erskine Tate kam 1912 nach Chicago, wo er ab 1918 bis Ende der 1920er Jahre ein Orchester im Vendome Theatre leitete. Das Repertoire bestand nur teilweise aus Jazztiteln; Tate beschäftigte aber in seinem Orchester zahlreiche Jazzmusiker wie Everett Barksdale, Freddie Keppard, Buster Bailey, Jimmy Bertrand, Earl Hines, Stump Evans, Louis Armstrong (Stomp Off Let’s Go, Static Strut 1926), Bob Shoffner, Punch Miller, Omer Simeon, Preston Jackson, Fats Waller, Teddy Wilson und andere. Bis Mitte der 1930er Jahre leitete Tate ein Orchester, dann arbeitete er als Musiklehrer.